# ال‌جی‌بی‌تی

پرچم رنگین‌کمان شش باندی که نشان دهنده جامعه ال‌جی‌بی‌تی است

ال‌جی‌بی‌تی (به انگلیسی: LGBT) یک سرواژه است که شامل افراد غیردگرجنس‌گرا و غیرهم‌سوجنسی می‌شود. گرایش جنسی و رفتار جنسی به غیر از دگرجنس‌گرایی شامل همجنس‌گرایی، دوجنس‌گرایی، همه‌جنس‌گرایی و بی‌جنس‌گرایی می‌شود. با این حال جامعهٔ ال‌جی‌بی‌تی به گرایش‌های جنسی غیردگرجنس‌گرایی محدود نیست و شامل افراد ترنسجندر، کوئیر و بیناجنس هم می‌شود. اصطلاح سرواژه +LGBTQIA، شکل گسترده‌تر LGBT است که اختصاری از Lesbian, Gay, Bisexual, Transgender, Queer, Questioning, Intersex و Asexual است.

## همجنس‌گرایی
همجنس‌گرایی تمایل عاشقانه، گرایش عاطفی، کشش جنسی یا رفتار جنسی فردی با همجنس خود است. زن همجنس‌گرا را لزبین (Lesbian) و مرد همجنس‌گرا را گی (Gay) می‌گویند. اصطلاح گی که از سال ۱۹۲۰ مورد استفاده قرار گرفته گاهی اشاره به همجنس‌گرایان زن هم دارد.

## دوجنس‌گرایی
دوجنس‌گرایی به افرادی اشاره می‌کند که به بیش از یک جنسیت گرایش جنسی و عاطفی دارند. این اصطلاح چتری می‌تواند شامل چندجنس‌گرایی و همه‌جنس‌گرایی هم شود.

### همه‌جنس‌گرایی
همه‌جنس‌گرایی کشش جنسی و عاطفی نسبت به افراد بدون در نظر گرفتن جنسیت یا هویت جنسیتی آن‌ها است.

### چندجنس‌گرایی
چندجنس‌گرایی یکی از انواع گرایش‌های جنسی است که در آن، فرد نسبت به چند جنسیت متفاوت تمایلات جنسی و عاطفی دارد.

## تراجنسیتی
تراجنسیتی یا ترنس‌جندر افرادی هستند که هویت جنسیتی آن‌ها با جنسیت انتسابی هنگام تولدشان متفاوت است. تراجنسیتی یک مفهوم چتری است که علاوه بر زنان ترنس و مردان ترنس، افرادی را که منحصراً زن یا مرد نیستند، یعنی افراد غیردودویی را هم شامل می‌شود.
ترنس‌جندر گرایش جنسی نیست، هویت جنسیتی است. یک فرد ترنس می‌تواند دگرجنس‌گرا، همجنس‌گرا، دوجنس‌گرا، همه‌جنس‌گرا، چندجنس‌گرا یا بی‌جنس‌گرا باشد.

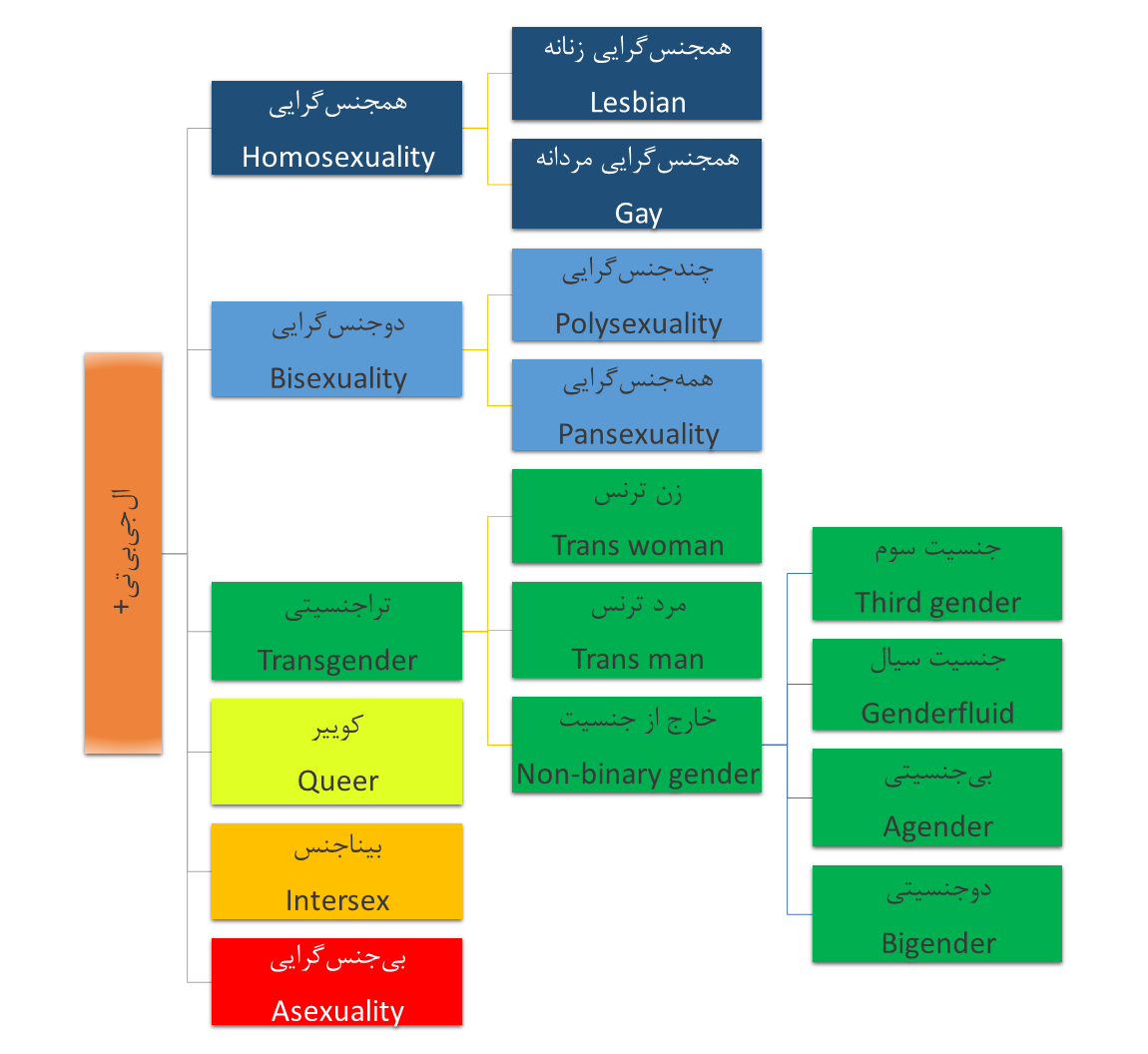
شاخه‌های ال‌جی‌بی‌تی

### جنسیت غیردودویی
جنسیت غیردودویی که معمولاً نان باینری گفته می‌شود، افرادی هستند که هویت جنسیتی خود را منحصراً مرد یا زن نمی‌دانند؛ ویژگی‌هایی که این افراد در توصیف هویت جنسیتی خود به کار می‌برند با دسته‌بندی رایج دوگانه جنسیت مردانه و زنانه مطابقت ندارد. چون افراد غیردودویی با جنسیتی متفاوت از جنسیت انتسابی زمان تولد، خود را هویت‌یابی می‌کنند، می‌توانند زیر چتر تراجنسیتی قرار بگیرند.
افراد غیردودویی ممکن است ویژگی‌های هویتی خود را بین دو یا چند جنسیت ببینند (دوجنسیتی یا چندجنسیتی) یا فاقد جنسیت باشند (بی‌جنسیتی). هویت جنسیتی بعضی از افراد کوییر بین چند جنسیت در نوسان است (جنسیت سیال) حتی ممکن است فرد غیردودویی هویت جنسیتی‌اش را برچسب نزند (جنسیت سوم)

## تغییرات اصطلاح ال‌جی‌بی‌تی
ال‌جی‌بی‌تی(LGBT) خود رایج‌ترین شکل استفاده از این مفهوم است. اگرچه گاهی در زبان انگلیسی از جی‌ال‌بی‌تی(GLBT) هم استفاده می‌شود که توسط برخی فمینیست‌ها تلاش برای مردسالارانه‌سازی مفهوم ال‌جی‌بی‌تی برچسب خورده است. ال‌جی‌بی‌تی‌کیو(LGBTQ) شکل کامل‌تر این مفهوم است که شامل افراد کوییر و افراد پرسشگر می‌شود. افراد پرسشگر کسانی هستند که دربارهٔ گرایش جنسی خود تحقیق می‌کنند و نیاز به شناخت بیشتر خود دارند، بنابراین گاهی از ال‌جی‌بی‌تی‌کیوکیو(LGBTQQ) نیر استفاده می‌شود.
ال‌جی‌بی‌تی‌کیوآی‌اِی(LGBTQIA) گسترده‌ترین شکل این مفهوم است که شامل افراد بیناجنس و بی‌جنس‌گرا هم می‌شود. گاهی برای جلوگیری از طولانی شدن این اصطلاح از ال‌جی‌بی‌تی+ استفاده می‌شود که شامل دیگر افراد جامعه ال‌جی‌بی‌تی است. شکل‌های دیگری مثل ال‌جی‌بی‌تی‌تی‌کیوکیوآی‌اِی‌اِی‌پی(LGBTTQQIAAP) نیز وجود دارد که به دلیل گسترش بیش از اندازه و گیج‌کننده بودن مورد اختلاف و انتقاد قرار دارد و منتقدان به آن «سوپ الفبا» می‌گویند.

## پرچم‌های ال‌جی‌بی‌تی
این پرچم‌ها معرف جنبش LGBT و گرایش‌های مختلف جنسی و عاطفی و هویت جنسیتی افراد است.

پرچم رنگین‌کمان(همجنس‌گرایان و ال‌جی‌بی‌تی)
پرچم افتخار آرومانتیک
پرچم افتخار بی‌جنس‌گرایان
پرچم افتخار دوجنس‌گرایان
پرچم افتخار مردان همجنسگرا
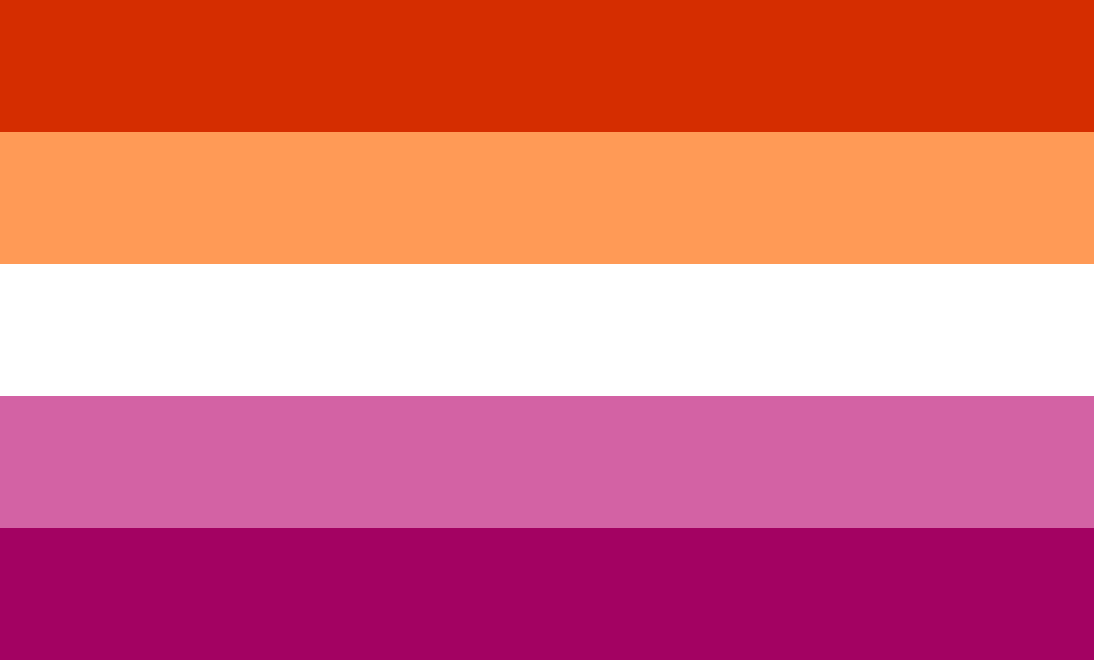
پرچم افتخار زنان همجنس‌گرا
پرچم افتخار لزبین لابریس
پرچم افتخار جنسیت کوییر
پرچم افتخار خارج از جنسیت
پرچم افتخار افراد بیناجنس
پرچم افتخار همه‌جنس‌گرایان
پرچم افتخار تراجنسیتی